# Vossloh G 400 B
A Vossloh G 400 B vagy MaK 400 B dízel-hidraulikus tolatómozdony-sorozat, a MaK G 322 utódja, melyet a Vossloh Schienentechnik/Vossloh Locomotives gyártott 2003 és 2004 között 19 példányban. A G 400 B a Vossloh negyedik generációs típusprogramjának része, azonban a program többi típusától jelentősen eltér, hiszen az a harmadik generációs MaK G 322 kissé módosított változata. A német járműnyilvántartásban a G 322-höz hasonlóan a 98 80 3352 számot kapta. Tizenhárom példányt az NS Financial Services Company rendelt és adta bérbe azokat a NedTrainnek, ami az NS 700 sorozat jelölést osztotta ki a típusra. A DB Fernverkehr is tesztelt négy példányt, ezek a MaK G 322-höz hasonlóan a DB 352 sorozat típusjelölést kapták.

## Technikai részletek
A G 400 B-be az MTU 390 kW (520 hp) névleges teljesítményű motorját szerelték,  legnagyobb megengedett sebessége 80 km/h (50 mph). A típus szolgálati tömege 40 t (39 angol tonna; 44 amerikai tonna), tüzelőanyag-tartálya 1000 l (220 imp gal; 260 US gal). A mozdony hajtásáról egy Voith Turbo L 2r4 zseU2 turbóhajtómű gondoskodik.
A mozdonyt elsősorban tolatási és áruátszállító-feladatok ellátására tervezték, ezért azt rádiós távvezérléssel, RK900 típusú automatikus tolatókapcsolóval, hidrodinamikus fékezéssel és állandó sebességszabályozással ellátott turbóhajtóművel van felszerelve.
A Nederlandse Spoorwegennek épített mozdonyok kizárólag tolatási feladatok ellátására készültek, ezért Scharfenbergkupplunggal és automatikus tolatókapcsolóval látták el őket, így kissé hosszabbak a német verziótól, valamint nincs lehetőség a vonali fokozatra átkapcsolni; legnagyobb megengedett sebességük 40 km/h (25 mph). A hajtómű megegyezik a német verzióba szerelttel, ezért ugyan nem lehet átkapcsolni vonali fokozatra, azonban hidegen vontatás esetén továbbra is 80 km/h (50 mph) a legnagyobb megengedett sebessége. Nem mindegyik mozdonyt látták el gyárilag a speciális kapcsolókészülékkel, azonban 2004 nyarára az összes ilyenre utólag felszerelték azt.

## Üzemeltetők

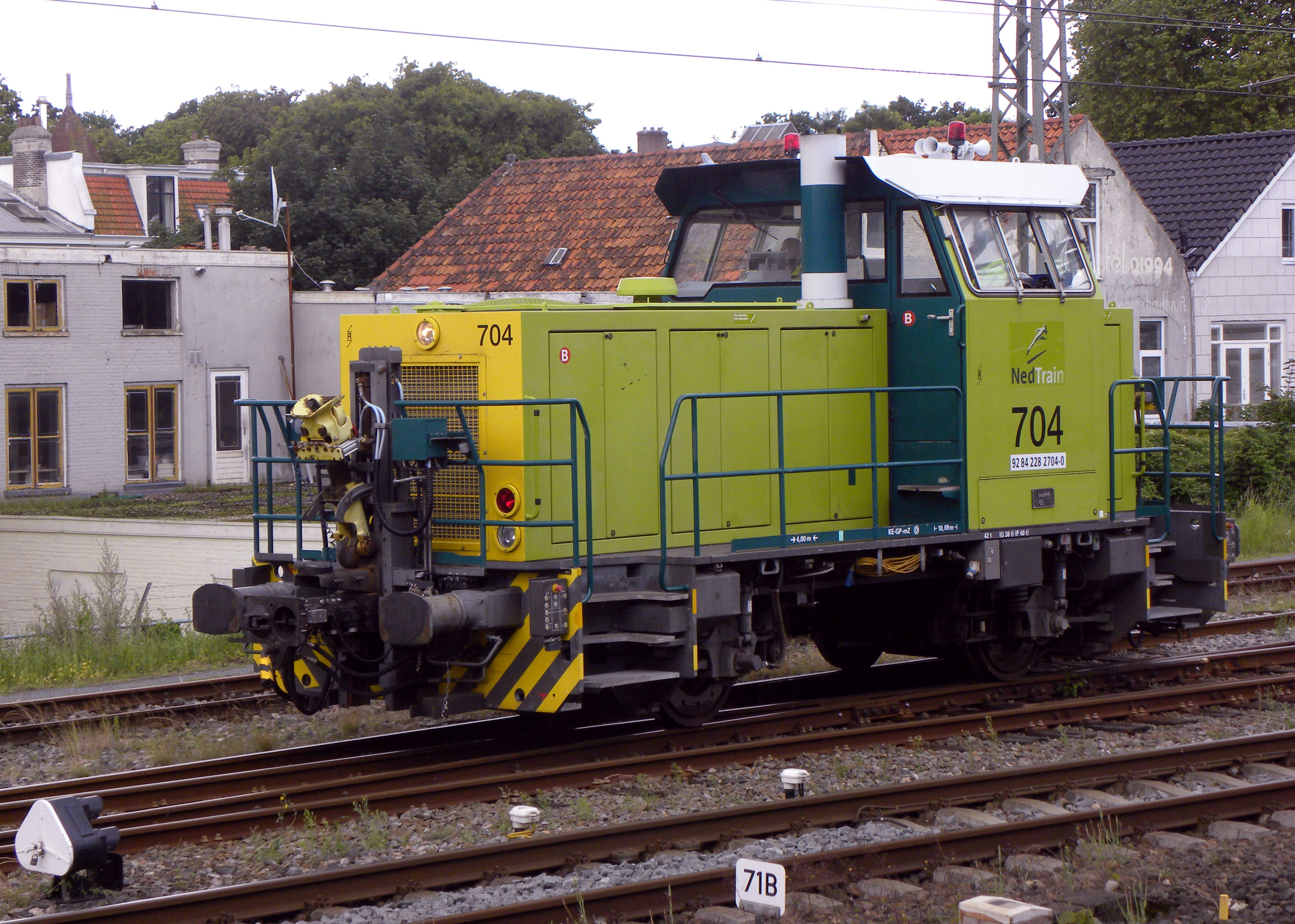
A NedTrain 704-es pályaszámú NS 700 mozdonya

Az első hat legyártott G 400 B-t a Vossloh bérmozdonyként üzemeltette és számos német magánvasút-társaságnak is bérbe adta. Ezen mozdonyok közül 2008-ban négyet megvásárolt a Northrail lízingcég.
A második, 13 mozdonyból álló sorozatot a holland NedTrain, a Nederlandse Spoorwegen vonatkarbantartó alvállalata számára építettek. Ezeket a mozdonyokat a Nederlandse Spoorwegen írországi NS Financial Services Company nevű leányvállalata vásárolta meg megközelítőleg 11,5 millió eurós áron a hollandiai „adókötelezettségének csökkentése érdekében”, majd adta bérbe azokat az NS-nek.
| Vossloh 400 B-mozdonyok listája |             |                     |                                 | |
| Gyártási szám                   | Gyártás éve | Első üzemeltető     | Legutóbbi üzemeltető            | Megjegyzés |
| 1001300                         | 2003        | Vossloh Locomotives | Northrail                       | A Vossloh saját üzemeltetésű bérmozdonynak gyártotta, 2008-ig a Thyssenkruppnak adta bérbe. 2008 októberében a Northrail lízingcég megvásárolta és a DB Fernverkehrnek, a Mindener Kreisbahnennek, az OQ Chemicalsnak és a Stickstoffwerke Piesteritznek adta bérbe. UIC-pályaszáma: 98 80 3352 101-0 D-NRAIL |
| 1001301                         | 2003        | Vossloh Locomotives | Northrail                       | A Vossloh saját üzemeltetésű bérmozdonynak gyártotta, a TX Logistiknak, a Société Nationale des Chemins de Fer Luxembourgeoisnak és a DB Fernverkehrnek adta bérbe. 2008 októberében a Northrail lízingcég megvásárolta és a DB Fernverkehrnek és a Railpoolnak adta bérbe. UIC-pályaszáma: 98 80 3352 102-8 D-NRAIL |
| 1001302                         | 2003        | Vossloh Locomotives | Northrail                       | A Vossloh saját üzemeltetésű bérmozdonynak gyártotta, a Société Nationale des Chemins de Fer Luxembourgeoisnak, a Niederrheinische Verkehrsbetriebének, a Mitteldeutsche Eisenbahnnak, az SBB Division Personenverkehrnek és a Zellstoff Stendalnak adta bérbe. 2008 októberében a Northrail lízingcég megvásárolta és a DB Fernverkehrnek és a Havelländische Eisenbahnnak adta bérbe. 2022-ben a Niederrheinische Verkehrsbetriebe megvásárolta. UIC-pályaszáma: 98 80 3352 103-6 D-NIAG |
| 1001303                         | 2003        | Vossloh Locomotives | Buderus Edelstahl               | A Vossloh saját üzemeltetésű bérmozdonynak gyártotta, a TX Logistiknak, a Vattenfallnak, az Edelstahlwerke Südwestfalennek, a Nord-Ostsee-Bahnnak, a BASF-nek és a Buderus Edelstahlnak adta bérbe. 2008 januárjában a Buderus Edelstahl megvásárolta |
| 1001304                         | 2003        | Vossloh Locomotives | Northrail                       | A Vossloh saját üzemeltetésű bérmozdonynak gyártotta, a Seehafen Kielnek, a TX Logistiknak, a Sasolnak, a Chemion Logistiknak, a ThyssenKrupp Nirostának, a Badische Stahlwerkének és a Zellstoff Stendalnak adta bérbe. 2008 októberében a Northrail lízingcég megvásárolta és a DB Fernverkehrnek, a Thyssen Krupp Stahlnak, az Oiltanking Tanklager Waltershofnak és a Hamburger Rail Service-nek adta bérbe. UIC-pályaszáma: 98 80 3352 105-1 D-NRAIL                                  |
| 1001305                         | 2003        | Vossloh Locomotives | Sersa                           | A Vossloh saját üzemeltetésű bérmozdonynak gyártotta, az Ostmecklenburgische Eisenbahnnak és az InfraLeuna Infrastruktur- und Service-nek. 2005-ben megvásárolta a svájci ALCAN Aluminium Valais, majd 2018-ban a Sersa Group, ami a Die Schweizerische Postnak adja bérbe. 2021. április 22-én Frauenfeldben tolatási munkák végzése során átszakította az ütközőbakot és kisiklott. UIC-pályaszáma: 98 85 5820 002-4 CH-SERSA                                                            |
| 1001328                         | 2003        | NedTrain „701”      | NS Operatie „701”               | UIC-pályaszáma: 92 84 2282 701-6 NL-NS |
| 1001329                         | 2003        | NedTrain „702”      | NS Lease „702”                  | UIC-pályaszáma: 92 84 2282 702-4 NL-NS |
| 1001330                         | 2003        | NedTrain „703”      | NS Lease „703”                  | UIC-pályaszáma: 92 84 2282 703-2 NL-NS |
| 1001331                         | 2003        | NedTrain „704”      | Strukton                        | UIC-pályaszáma: 92 84 2282 704-0 NL-SRM, beceneve: „Martine” |
| 1001332                         | 2003        | NedTrain „705”      | NS Lease „705”                  | UIC-pályaszáma: 92 84 2282 705-7 NL-NS |
| 1001333                         | 2003        | NedTrain „706”      | Strukton                        | UIC-pályaszáma: 92 84 2282 706-5 NL-SRM, beceneve: „Magda” |
| 1001334                         | 2003        | NedTrain „707”      | NS Lease „707”                  | UIC-pályaszáma: 92 84 2282 707-3 NL-NS |
| 1001335                         | 2003        | NedTrain „708”      | NS Lease „708”                  | UIC-pályaszáma: 92 84 2282 708-1 NL-NS |
| 1001336                         | 2003        | NedTrain „709”      | Train Charter Services „111001” | UIC-pályaszáma: 92 84 2282 709-9 NL-TCS |
| 1001337                         | 2003        | NedTrain „710”      | NS Lease „710”                  | UIC-pályaszáma: 92 84 2282 710-7 NL-NS |
| 1001338                         | 2003        | NedTrain „711”      | NS Lease „711”                  | Az NS Lease bérmozdonya és 2020 óta a Struktonnak adja bérbe. UIC-pályaszáma: 92 84 228 2711-5 NL-NS |
| 1001339                         | 2003        | NedTrain „712”      | Brouwer Technology „712”        | UIC-pályaszáma: 92 84 2282 712-3 NL-BRO |
| 1001464                         | 2004        | NedTrain „713”      | NS Lease „713”                  | UIC-pályaszáma: 92 84 2282 713-1 NL-NS |

## Fordítás
- Ez a szócikk részben vagy egészben  a   Vossloh G 400 B című német Wikipédia-szócikk ezen változatának fordításán alapul.  Az eredeti cikk szerkesztőit annak laptörténete sorolja fel. Ez a jelzés csupán a megfogalmazás eredetét és a szerzői jogokat jelzi, nem szolgál a cikkben szereplő információk forrásmegjelöléseként.